# حاجت أقا
حاجت‌ أقا هي قرية في مقاطعة لنجان، إيران. يقدر عدد سكانها بـ 804 نسمة بحسب إحصاء 2016.